# Thelypteris ghiesbreghtii
Thelypteris ghiesbreghtii är en kärrbräkenväxtart som först beskrevs av William Jackson Hooker, och fick sitt nu gällande namn av Conrad Vernon Morton. Thelypteris ghiesbreghtii ingår i släktet Thelypteris och familjen Thelypteridaceae. Inga underarter finns listade.